# 预报号卫星
预报（俄语：Прогноз）是前苏联和俄罗斯的系列科学研究卫星，也称为SO（Solar Object，前三颗卫星）,SO-M(SO-modified，之后七颗卫星），SO-M2（最后两颗卫星，也称为Interbol）。系列卫星由拉沃契金科研生产联合体研发制造，第一颗卫星“预报一号”（Prognoz 1, SO 501）于1972年4月14日在拜科努尔航天发射场由闪电运载火箭发射升空。